# منتخب ليبيا لاتحاد الرغبي
منتخب ليبيا لاتحاد الرغبي هو ممثل ليبياالرسمي في المنافسات الدولية في اتحاد الرغبي.